# Schizotricha quadricorne
Schizotricha quadricorne är en nässeldjursart som först beskrevs av Nutting 1900.  Schizotricha quadricorne ingår i släktet Schizotricha och familjen Halopterididae. Inga underarter finns listade i Catalogue of Life.